# Allocosa efficiens
Allocosa efficiens là một loài nhện trong họ wolfspinnen (Lycosidae).
Loài này thuộc chi Allocosa. Allocosa efficiens được Carl Friedrich Roewer miêu tả năm 1959.